# Precia
Precia Molen est une entreprise française qui conçoit, fabrique et commercialise des instruments de pesage commercial et industriel. 
L'entreprise s'appelle Precia et prend le nom de Precia Molen en 1996 après le rachat de la société de pesage néerlandaise Molenshot en 1993.
Son siège social est à Veyras, près de Privas.

## Activités
Precia réalise des équipements de pesage, ponts-bascules pour camions et wagons, instruments de dosage de vrac notamment par l’installation de matériels neufs, l'entretien et réparation de matériel de pesage de toutes marques, la vérification des équipements utilisés dans le commerce par sa filiale Precia Molen Service.
Precia a privilégié, dès les années 1980, les composants électroniques embarqués au détriment des concepts électromécaniques.

## Histoire

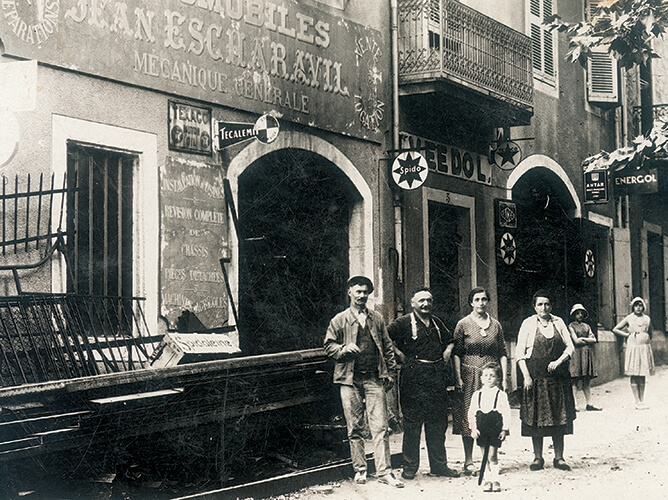
Atelier Jean Escharavil Mécanique Générale, vers 1887

- 1887 – Creation d'un atelier d’installation et d’entretien de balances le grand-père de Jean ESCHARAVIL[3]
- 1951 – La marque PRECIA est lancée par Jean ESCHARAVIL et son frère Emile[4]
- 1985 – Cotation de PRECIA au Second Marché de la Bourse de Lyon[5]
- 1993 – PRECIA acquiert MOLEN, une société hollandaise de pesage créée en 1867 ainsi que YERNAUX, une société française spécialisée dans le pesage de vrac.
- 1996 – La marque unique PRECIA-MOLEN est créée
- 1997 - création de la filiale Precia Molen service
- 2006 – Oséo accorde à PRECIA la qualification d’entreprise innovante[6]
- 2011 – Ouverture de la 10ème filiale à l'internationale au Brésil [7]
- 2016 – Acquisition d’Epona[8]
- 2018 – Acquisition de l'intreprise néo-zélandaise Adelaide Weighing[9]
- 2020 – Acquisition de Milviteka[10]
- 2021 – Acquisition de Creative IT éditeur du MES Qubes[11]

## Actionnaires
| Nom                               | %      |
| SAS Groupe Escharavil (holding)   | 41,0 % |
| Escharavil (famille)              | 8,30 % |
| PRECIA (auto-contrôle)            | 5,70 % |
| Gay-Lussac Gestion SA             | 4,64 % |
| Invesco Advisers, Inc             | 4,56 % |
| Amplegest SAS                     | 3,26 % |
| True Value Investments SGIIC SA   | 1,66 % |
| Financière Tiepolo SAS            | 1,62 % |
| Quilvest Banque Privée SA         | 0,87 % |
| Crédit Mutuel Asset Management SA | 0,52 % |

Mise à jour au 31 mai 2024.

## Effectif
En 2023, l'entreprise emploie 800 personnes en France, dont 500 à Veyras et Privas.

## Cotation en bourse
Precia est coté en bourse Euronext Paris Compartiment C, éligible au PEA.
Precia fait partie des indices : CAC All Shares / CAC All-Tradable, CAC Mid Small, CAC Small, EnterNext PEA-PME 150, PEA, PEA-PME
Codes Euronext : PREC / FR0014004EC4